# Саф'яни (озеро, Ізмаїльський район)
Саф'яни — заплавне озеро в Ізмаїльському районі Одеської області, у пониззі Дунаю. Довжина озера 6,5 км, ширина до 1 км, глибина до 3,5 … 4 м (у межень — до 0,8-1 м). Площа озера змінюється від 250 до 420 га. Улоговина витягнутої форми. Температура води влітку до +25 — +26 °C, взимку озеро замерзає.
Вода озера використовується для зрошення.

## Географія
Північний і західний береги озера підвищені, подекуди урвисті, східний і південний береги пологі, заболочені.
Озеро Саф'яни сполучається з озером Катлабух через невелике озеро Лунг і з Дунаєм — через шлюзований канал.
На південно-західному березі озера розташоване село Саф'яни.

## Флора і фауна
Поширена прибережно-водна рослинність. З риб водяться щука, короп, окунь та ін. На берегах озера (особливо в південній частині) — місце гніздування водоплавних та відпочинку перелітних птахів.